# Élie-Salomon-François Reverdil

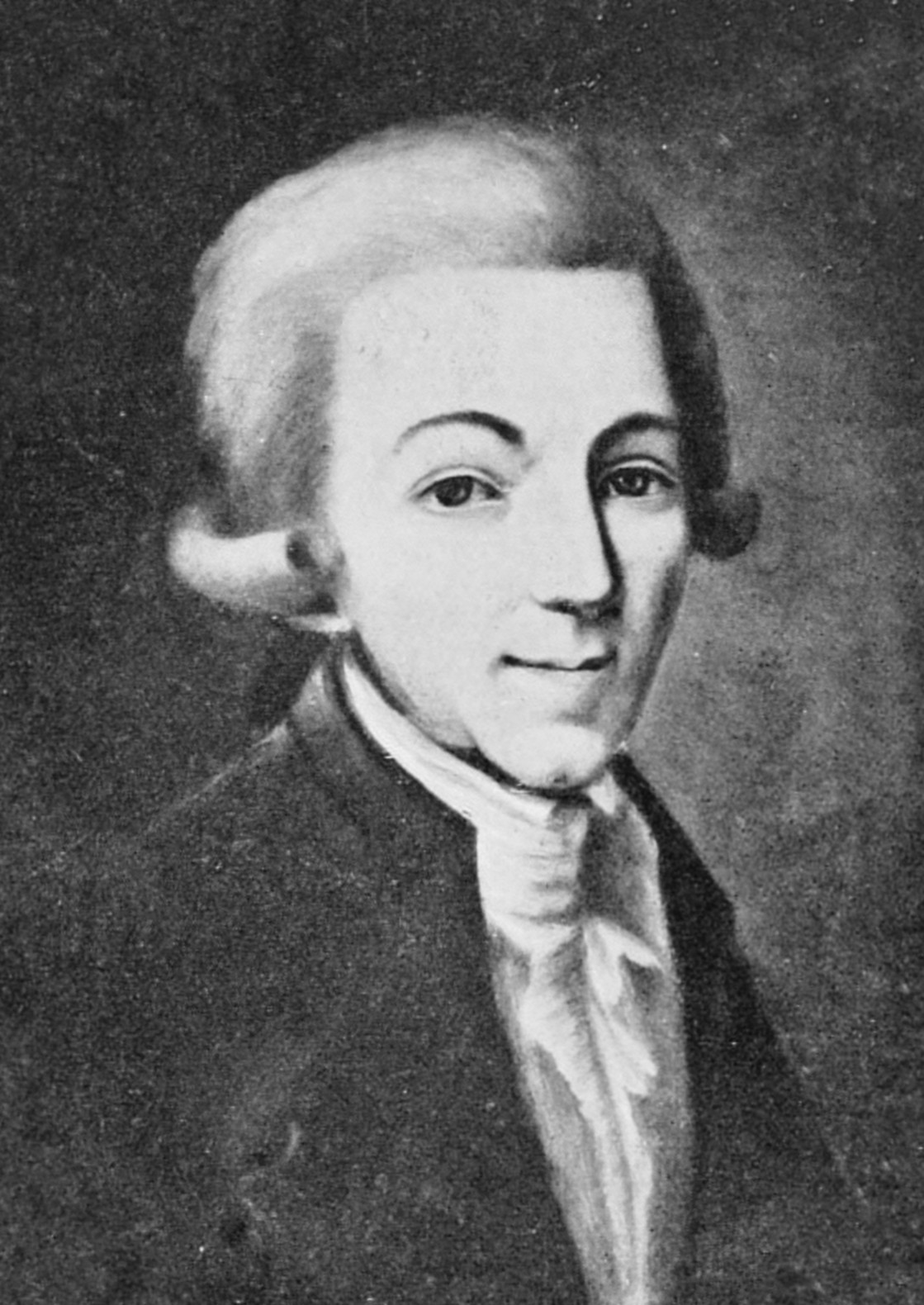
Élie-Salomon-François Reverdil

Élie-Salomon-François Reverdil (* 19. Mai 1732 in Nyon, Schweiz; † 4. August 1808 in Genf) war ein Schweizer Gelehrter. Von 1760 bis 1767 war er Hofmeister des dänischen Kronprinzen und Königs Christian VII.

## Leben
Reverdil wurde 1732 in Nyon im Kanton Waadt als zweites der sieben Kinder und erster Sohn des Justizsekretärs Urbain Reverdil und der Henriette Merseille geboren. Ab 1747 studierte er Evangelisch-reformierte Theologie und Mathematik in Genf und Lausanne. 1755 schloss er das Studium ab und wurde zum Pfarrer ordiniert, verspürte jedoch keine Neigung, diesen Beruf auszuüben. Auf Empfehlung seines Cousins André Roger (1721–1759), der seit 1752 als Schweizer Diplomat und Privatsekretär bei Johann Hartwig Ernst von Bernstorff in Kopenhagen lebte, kam er 1757 nach Dänemark und wurde 1758 Lehrer für Französisch und Mathematik an der Königlich Dänischen Kunstakademie in Kopenhagen. Gleich im ersten Jahr seines Aufenthaltes in Dänemark veröffentlichte er zusammen mit André Rogers Bruder Urbain Roger dessen Briefe über den gegenwärtigen Staat von Dänemark, in denen sie – obwohl erklärte Republikaner – gleich auf der ersten Seite die dänische Regierung als «eine der gemäßigsten und sanftesten Regierungen von der Welt» lobten. 1764 gab er allein einen zweiten Band der Briefe heraus. Daneben unterstützte er seinen ebenfalls in Kopenhagen ansässigen Studienfreund Paul-Henri Mallet bei der Herausgabe des französischen Mercure danois.
Mallet unterrichtete seit 1755 den Kronprinzen und seit 1758 auch dessen Halbbruder Friedrich in französischer Sprache und dänischer Geschichte. Reverdil unterstützte ihn als Hilfslehrer. Als Mallet 1760 in die Schweiz zurückkehrte, wurde Reverdil von König Friedrich V. als Lehrer für den Kronprinzen eingestellt. Er gewann schnell das Zutrauen seines Schülers und versuchte ihn im Sinne der Aufklärung zu prägen und Verantwortung für sein Land zu wecken. Damit bildete er ein Gegengewicht zu dem strengen Erzieher Detlev von Reventlow, dessen Betreiben dahin ging, den künftigen König von den Regierungsgeschäften abzuhalten.
Wie schon in der Schweiz gehörte Reverdil auch in Kopenhagen zu den der Aufklärung zugeneigten Kreisen. Er war Mitglied der ökonomischen Gesellschaften von Kopenhagen und Bern, war mit Voltaire und Madame de Staël befreundet, und auch mit Klopstock war er persönlich bekannt.
Als Christian 1766 mit 16 Jahren König wurde, wurde Reverdil zum Vorleser und Kabinettssekretär ernannt, wenig später zum Etatsrat und am 30. März 1767 zum Justizrat befördert. Er hielt eine Wohnung im Schloss und aß an der königlichen Tafel. Reverdil nutzte seinen Einfluss, um Christian VII. auf Missstände in seinem Reich, insbesondere auf die Lage der leibeigenen Bauern, aufmerksam zu machen. Am 27. Oktober 1767 wurde eine Kommission eingesetzt, der auch Reverdil angehörte, die sich dieser Missstände annehmen und Reformen ausarbeiten sollte. Doch in der Folgezeit gelangte der junge König immer mehr unter den Einfluss des Hofmarschalls Conrad Holck. Dieser wirkte darauf hin, dass Reverdil am 21. November 1767 entlassen wurde. Zum Abschied schenkte der König ihm 10'000 Taler. Bei Reverdils Entlassung spielte neben Holcks persönlichen Gründen auch die Staatsraison eine Rolle: Dänemark strebte eine Einigung mit der russischen Zarin Katharina II. über das Herzogtum Holstein-Gottorf an. Reverdil wurde von russischen Diplomaten, namentlich Caspar von Saldern, als hinderlich angesehen. Vor allem aber machte er sich mit seinen Vorschlägen zur Bauernbefreiung beim Adel unbeliebt. Reverdil kehrte in seine Heimat zurück. Der Kontakt nach Dänemark, u. a. zu Klopstock, blieb jedoch bestehen.
1768 unternahm König Christian VII. eine Europareise, auf der ihn auch der aufgeklärte Arzt Johann Friedrich Struensee begleitete. Struensee gewann das Vertrauen des Königs und erweckte dessen von Reverdil gelegtes Interesse an Reformen neu. Im Herbst 1770 erhielt Struensee immer mehr Macht in Dänemark. Gleichzeitig wurde die psychische Erkrankung des Königs immer deutlicher. Enevold von Brandt, den Struensee an den Hof geholt hatte, um den König zu unterhalten, war zunehmend überfordert. Im Sommer 1771 überzeugte Struensee daher Reverdil, sich wieder seines ehemaligen Zöglings anzunehmen. Reverdil kam und unterstützte Struensees Reformen. Von Struensees Persönlichkeit dagegen war er abgestossen, wie er später in seinen Memoiren schrieb. Nach Struensees Sturz im Januar 1772 wurde auch Reverdil des Landes verwiesen.
Er kehrte in die Schweiz zurück. Von 1772 bis 1787 war er Beisitzer am Vogteigericht. 1788 wurde er Statthalter des Landvogts seines Heimatortes, Karl Viktor von Bonstetten, 1801 Mitglied des Helvetischen Grossen Rats, 1802 der kantonalen Tagsatzung und 1803 des Waadtländischen Grossen Rats. Er stand im Kontakt mit vielen bedeutenden Zeitgenossen wie Madame de Stael und dem Pädagogen Johann Heinrich Pestalozzi, dessen Werke er übersetzte.
Seine 1785 geschlossene Ehe mit Elisabeth Julie Nicole (* 1758 in Nyon; † 1806 ebenda) blieb kinderlos. Ab Ende 1804 war er ertaubt.

## Autobiographie
In seiner Autobiographie schilderte er die Vorgänge am dänischen Hof während seines Aufenthaltes dort. Reverdil beabsichtigte, seine Berichte über seine Zeit in Dänemark erst nach König Christians Tod zu veröffentlichen, weil ihm dessen Schicksal noch bis zum Ende seines Lebens am Herzen lag. Reverdil überlebte Christian VII. nur um wenige Monate und war bereits schwerkrank.  Seine Memoiren blieben zunächst liegen. Erst 1858 ließ sie sein Neffe Alexandre Roger in Genf drucken. Im folgenden Jahr wurde das Werk ins Dänische übersetzt. Reverdils Beurteilung der Vorgänge und handelnden Personen ist auch für die heutige Geschichtsschreibung massgeblich.

## Werke
- mit Urbain Roger: Lettres sur le Dannemarc. Genf 1757 (deutsche Fassung: Briefe über den gegenwärtigen Staat von Dänemark. Roth, Kopenhagen 1758 digitale-sammlungen.de).
- Alexandre Roger (Hrsg.): Struensée et la cour de Copenhague 1760–1772: Mémoires de Reverdil […]. Précédés d’une courte notice sur l’auteur et suivis de lettres inédites. Meyrueis, Paris 1858 (mdz-nbn-resolving.de); dänische Ausgabe: Struensee og hoffet i Kjøbenhavn 1760–1772, optegnelser af Reverdil […]. Indledede med nogle Bemærkninger om Forfatteren og ledsagede af nogle hidtil utrykte Breve. F. H. Eibes, Kopenhagen 1859 (books.google.de).